# Wheelhouse
Ein Wheelhouse (deutsch Radhaus) ist ein zumeist runder Steinbau in Schottland, dessen Innenraum von radial angeordneten, gelegentlich in den äußeren Ecken stark gerundeten Nischen umgeben ist, die entweder in die sehr breite, äußere Wandung eingebaut sind oder durch Zwischenmauern abgeteilt vor der Wandung liegen.

## Beschreibung
Das Wheelhouse ist eine Erscheinung der schottischen Eisenzeit. Im Gegensatz zu den Brochs, als deren Vorläufer es angesehen wird, wird es jedoch in bisher 62 Exemplaren nur in Caithness und Sutherland (Tigh na Fiarnain), auf den Hebriden und den Shetlandinseln angetroffen. Hinter dem Begriff verbergen sich verschiedene baustrukturelle Befunde von bis zu zehn Metern Durchmesser und bis zu sechs Metern Höhe. Es gibt keine Standardbauform. Die Anzahl der Buchten (Nischen), zusammen mit Funktionen wie Eingangspassagen und weitere Buchten, variieren von Ort zu Ort. Wheelhäuser sind auf zwei Arten von Standorten zu finden: Machair und Moorland. Da nur fünf der derzeit bekannten 31 Anlagen der Western Isles auf Moorland liegen, haben Archäologen argumentiert, dass dies zeige, dass Machair als bevorzugter Ort anzusehen ist. Die fehlende Erhebung in Moorlandschaften und die Konzentration der Archäologen auf die Machair-Streifen ergibt allerdings kein genaues Bild.

Wheelhäuser
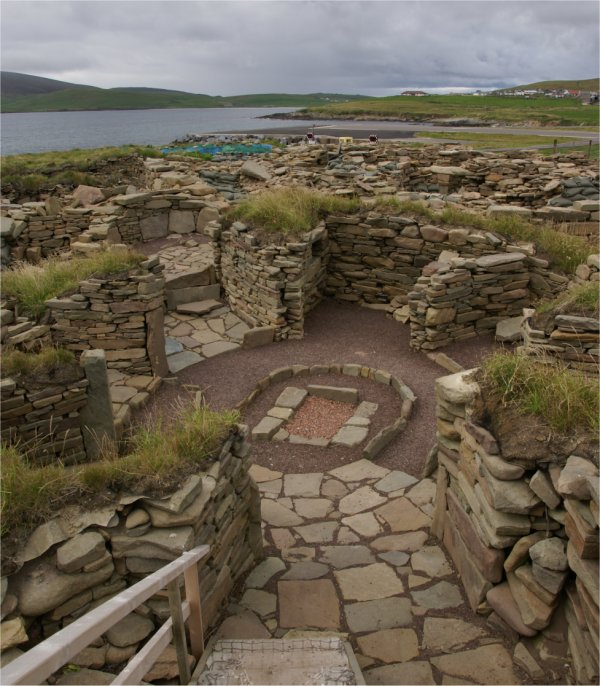
Wheelhouse von Scatness
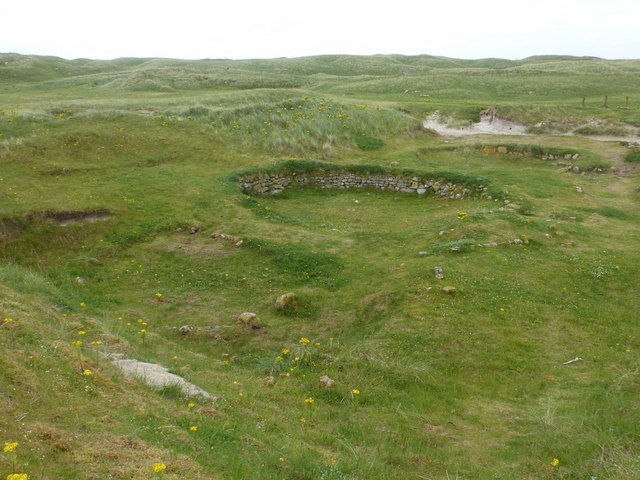
Daliburgh Wheelhouses
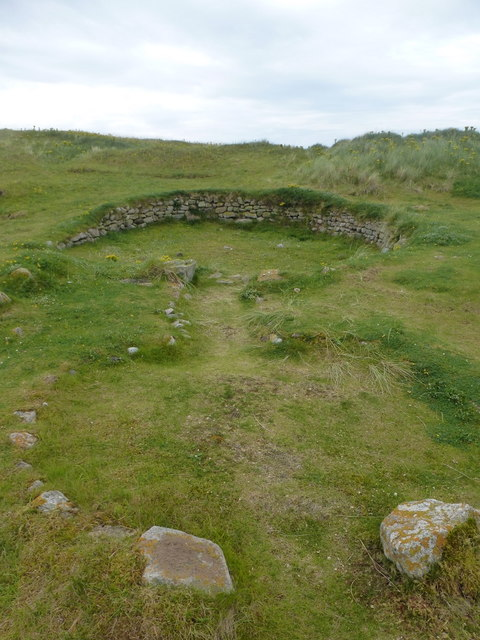
Daliburgh Wheelhouses
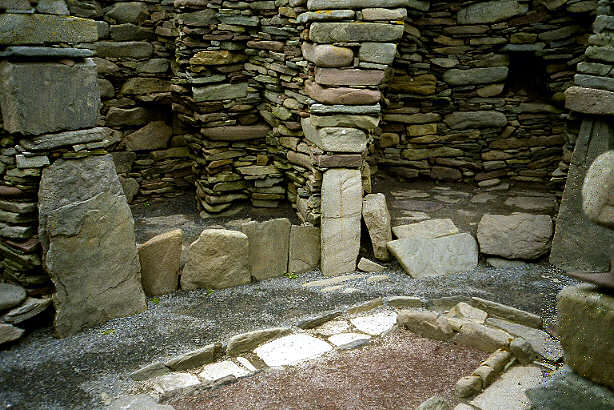
Wheelhouse im Jarlshof-Komplex, Shetland 1999
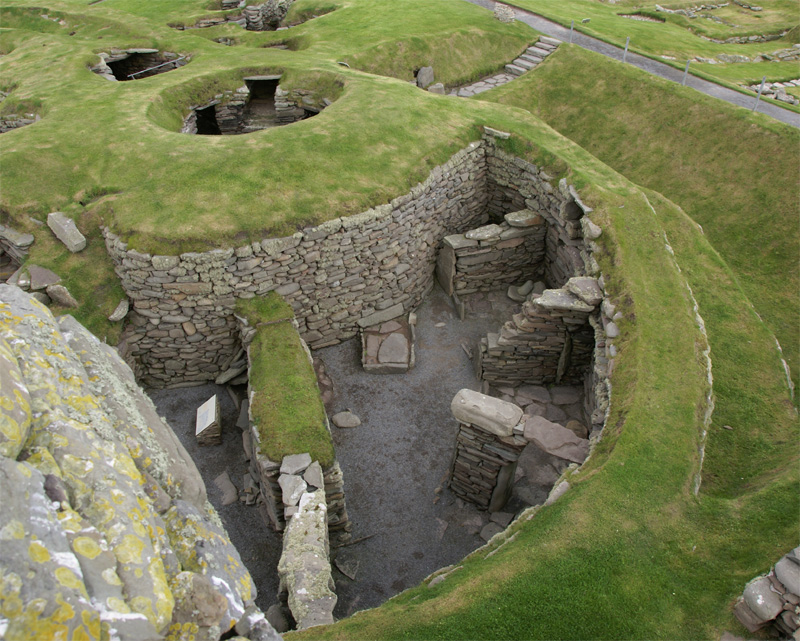
Erhaltener Teil des Wheelhouses von Jarlshof
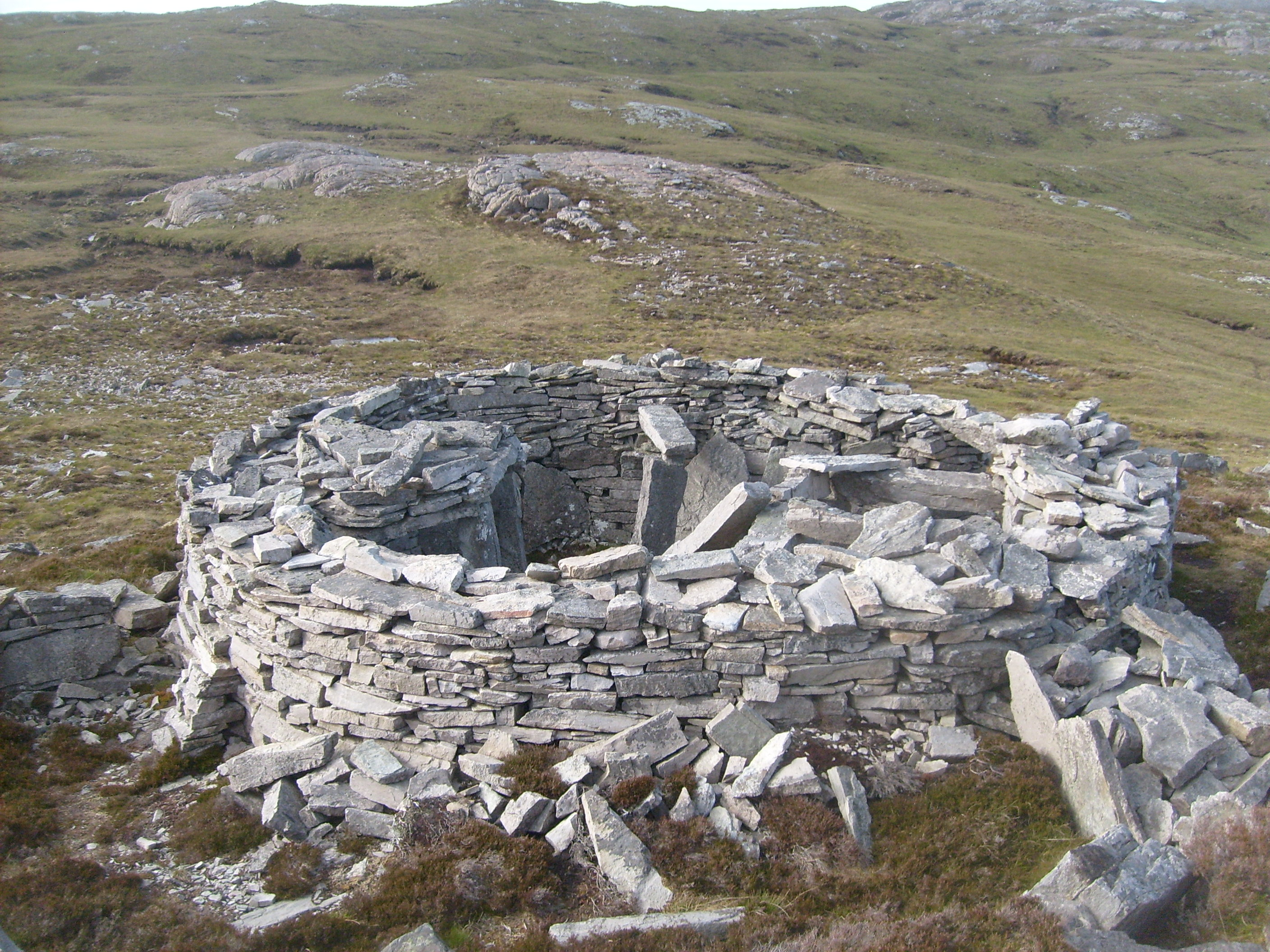
Tigh na Fiarnain

Bei den Shetland wheelhouses sind die Speichen ausschließlich als Trockenmauerwerk aus relativ kleinen Steinen errichtet, die über die volle Raumhöhe aufgehen. Bei den Atlantik wheelhouses der Western Isles (South Clettraval) bestehen die Speichen überwiegend aus radialen Raumteilern, die von hochkantstehenden großen Steinen gebildet werden. Ausnahmen wie das Cnip wheelhouse, Valtos, Lewis and Harris bestätigen die Regel (Falls Cnip ein wheelhouse ist und nicht ein in die Erde/Midden eingegrabenes roundhouse, worüber es in der Literatur unterschiedliche Auffassungen gibt). Die Shetland wheelhouses jedenfalls sind sämtlich über OKT aufgehende Gebäude.
Die bekanntesten und besterhaltenen Wheelhouses (vier Anlagen) befinden sich am Jarlshof auf Mainland (Shetland). Ein Teil dieser wheelhouses wird von einigen Autoren als piktisch angesehen, obwohl sie sich nachhaltig von den zweifelsfrei als piktisch identifizierten kleeblattförmigen Bauten unterscheiden, wie sie im Jarlshof (in Form des piktischen earth houses) und dem auf dem Broch von Gurness gefundenen Haus (farm stead) zu finden sind, die im Abgleich mit den nicht erhaltenen piktischen Wohnhäusern von Buckquoy, Orkney rekonstruiert werden konnten. Auf den nördlichen und westlichen Inseln sowie an der Nordküste von Caithness und Sutherland wurden inzwischen 62 Wheelhäuser identifiziert.
Über ihre Nutzungsdauer gibt es keine klaren Vorstellungen, als Steinbruch wurden sie teilweise bis in die Neuzeit genutzt. Die Wheelhouses von Allathasdal, auf Barra und Scalavat 1 auf South Uist waren mit einem Souterrain verbunden, einer Struktur die mit Ritualen zu verbinden ist.
In und unter wheelhouses fand man in Nischen und Gruben Überreste von tierischen und menschlichen Skeletten, wie man sie in Bauten aus allen Epochen und bis in die Neuzeit hinein fand. Auf der Basis dieser Befunde ist die Funktion als Kultbau abzuleiten.
Abgesehen von ihrer Ähnlichkeit und der Nachbarschaft zu den Brochs, die jedoch wesentlich höher sind, erinnert ihre Form sowohl an einige ovalere Anlagen wie Skara Brae auf Orkney, als auch an exakte nordische Rotunden wie die Anlagen von Eketorp oder Ismantorp auf Öland oder an das anatolische Demircihöyük.